# Arcins
Arcins é uma comuna francesa na região administrativa da Nova Aquitânia, no departamento da Gironda. Estende-se por uma área de 6,76 km². Em 2010 a comuna tinha 516 habitantes (densidade: 76,3 hab./km²).